# ロマン・ギェルティフ

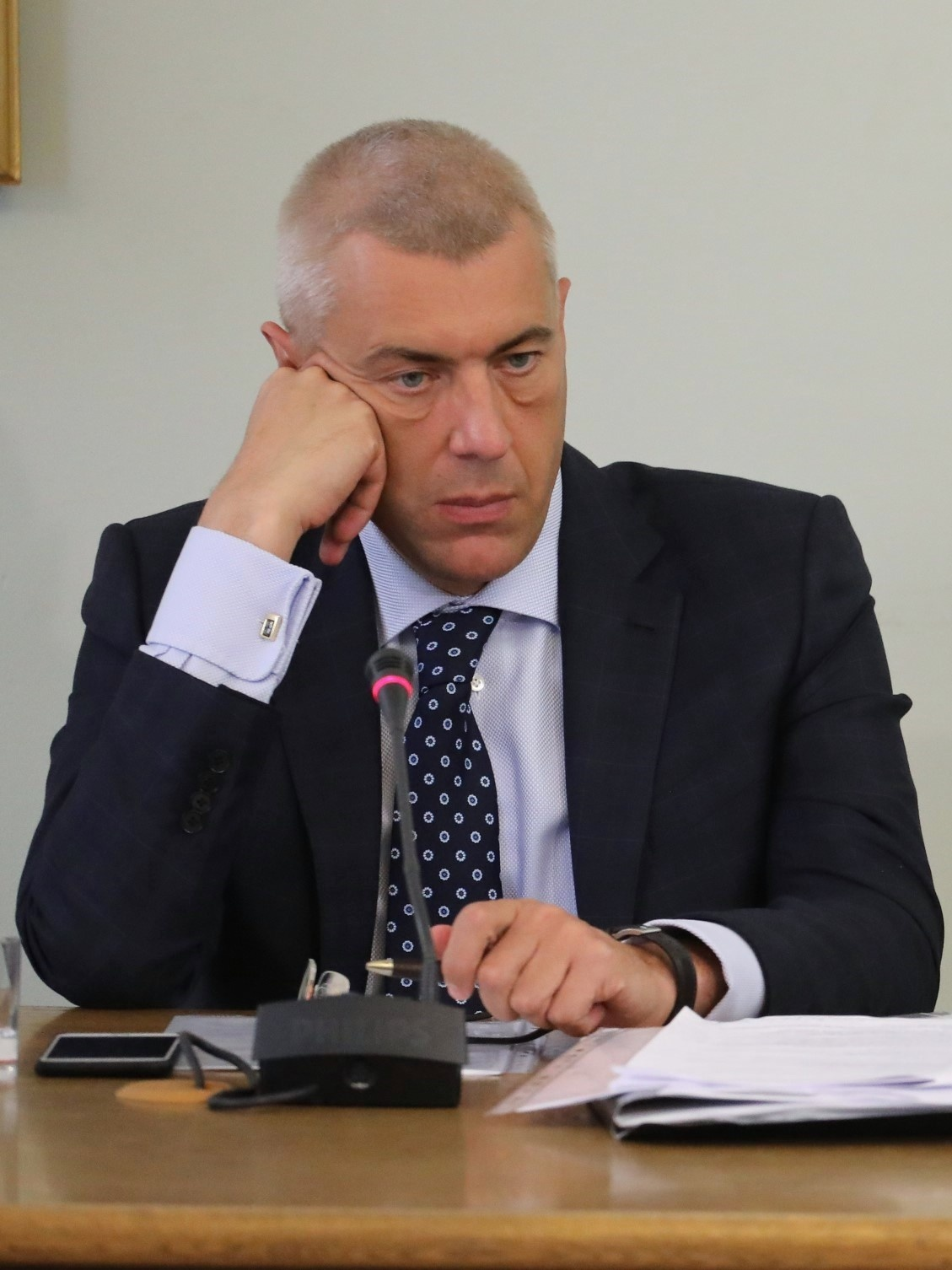
ロマン・ギェルティフ

ロマン・ヤツェク・ギェルティフ (Roman Jacek Giertych, 1971年2月27日 - ）は、ポーランド・シレーム出身の政治家。ポーランド下院議員。

## 経歴
アダム・ミツキェヴィチ大学歴史学部、法学部卒業。
祖父、父も政治家という家庭に生まれる。学生時代から右派団体「全ポーランド青年」を主導し、2001年に下院議員当選。ポーランド家族同盟（LPR）党首。ヤロスワフ・カチンスキ内閣にて副首相兼国民教育相を務めた。

## 政治姿勢
民族主義者で、同性愛者に反対する姿勢で有名。